# Hagalundstärnen
Hagalundstärnen är en sjö i Hallsbergs kommun i Närke och ingår i Motala ströms huvudavrinningsområde. Sjöns area är 0,002 kvadratkilometer och den är belägen 121 meter över havet.